# Louis Aragon
Pour les articles homonymes, voir Aragon.
Louis Aragon, né probablement le 3 octobre 1897 à Paris et mort le 24 décembre 1982 dans la même ville, est un poète, romancier et journaliste français.
Avec André Breton, Tristan Tzara, Paul Éluard, Philippe Soupault, il est l'un des animateurs du dadaïsme parisien et du surréalisme. Après sa rupture avec le surréalisme en 1931, il s'engage pleinement dans le Parti communiste français, auquel il avait adhéré en 1927, et dans la doctrine littéraire du réalisme socialiste. La défaite de 1940 marque un tournant dans sa poésie, et Aragon se tourne alors vers une réinterprétation de la tradition poétique et romanesque.
À partir de la fin des années 1950, Léo Ferré et Jean Ferrat mettent en musique ou chantent nombre de ses poèmes, contribuant à faire connaître son œuvre poétique à un large public.
Avec Elsa Triolet, il a formé l'un des couples emblématiques de la littérature française du XXe siècle. Plusieurs recueils d'Aragon lui sont dédiés, et ses œuvres font souvent référence aux œuvres de sa compagne.

## Biographie

### Enfance

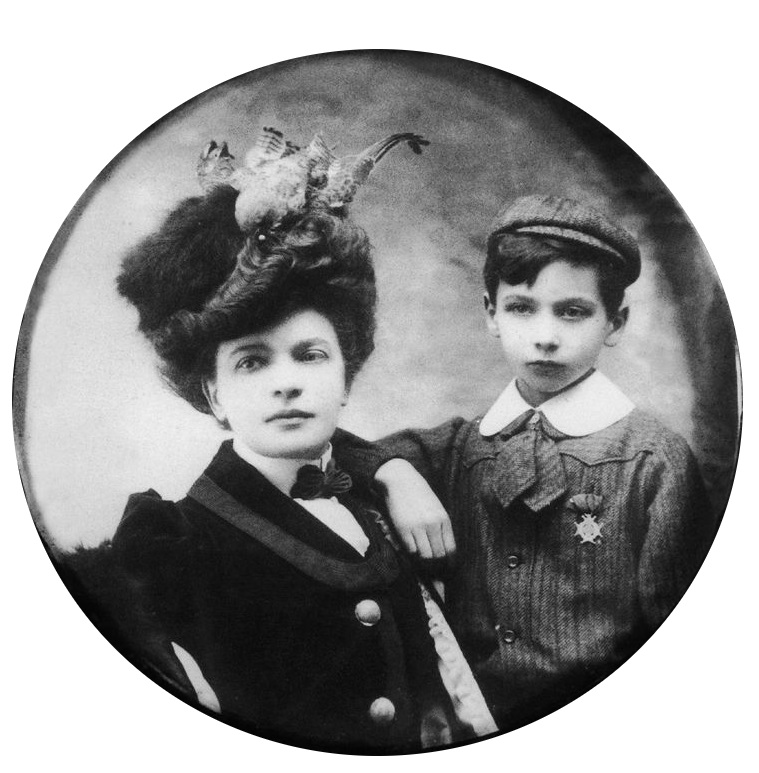
Louis Aragon et sa mère.

Fils naturel et adultérin de Louis Andrieux, ex-préfet de police de la ville de Paris devenu député de Forcalquier, ex franc-maçon et membre de la grande bourgeoisie protestante, et de Marguerite Toucas-Massillon, jeune fille d'une famille de moyenne bourgeoisie catholique établie à Forcalquier, qui tenait une pension de famille avenue Carnot à Paris, Louis Aragon naît dans un lieu qui n'est pas connu avec certitude : le plus vraisemblablement Paris (sa mère accouchant place des Invalides comme il le raconte dans Je n'ai jamais appris à écrire, ou Les incipit), mais peut-être Neuilly-sur-Seine, cité par certaines sources, ou Toulon (lieu où s'est retirée sa mère enceinte pour « cacher ce malheur, moi »). Il est élevé entouré de femmes.
Le nom « Aragon » aurait été choisi par Louis Andrieux en souvenir de l'Aragon, connu lorsqu'il était ambassadeur en Espagne ; mais peut-être aussi Andrieux avait-il ce nom présent à l'esprit du fait que, étant préfet, il avait sous ses ordres le commissaire Aragon. Afin de préserver l'honneur de la famille maternelle, issue des Massillon, et celui du préfet, l'enfant est présenté comme étant à la fois le fils adoptif de sa grand-mère maternelle Claire Toucas, le frère de sa mère et le filleul de son père. L'œuvre de Louis Aragon portera en filigrane la secrète blessure de n'avoir pas été reconnu par son père, de trente-trois ans plus âgé que sa mère. Il évoquera ce qui fut le drame de sa vie, secret partagé avec sa mère qui lui rendit peut-être la paternité et la transmission d'un nom difficile à envisager, dans un ensemble de trois poèmes intitulé Domaine Privé.
Louis Aragon étudie vers 1907 à l'école Saint-Pierre de Neuilly-sur-Seine où il côtoie Henry de Montherlant et les frères Jacques et Pierre Prévert puis poursuit ses études au lycée Carnot.
Il est en deuxième année de médecine avec André Breton au « Quatrième fiévreux » du Val-de-Grâce, le quartier des fous, où les deux carabins se sont liés à Philippe Soupault, quand il est mobilisé, à ce titre, comme brancardier, puis adjudant médecin auxiliaire. C'est à cette occasion que Marguerite Toucas lui révèle le secret de naissance qu'il pressentait. Il est mobilisé en 1917 et rejoint le front au printemps 1918 comme médecin auxiliaire.
Sur le front, il fait l'expérience des chairs blessées, de la violence extrême de la Première Guerre mondiale, d'une horreur dont on ne revient jamais tout à fait mais qui réapparaîtra constamment dans son œuvre et qui est à l'origine de son engagement futur pour la paix. Il reçoit la croix de guerre et reste mobilisé jusqu'en juin 1919 en Rhénanie occupée, épisode qui lui inspirera le célèbre poème Bierstube Magie allemande.

### Débuts littéraires dans les cercles dada et surréalistes
En 1920, Aragon publie son recueil Feu de joie aux éditions Au sans pareil, fondées par René Hilsum, où publient également André Breton et Philippe Soupault. Il écrit régulièrement dans la revue Littérature fondée par Breton et éditée par Hilsum. En 1921, la NRF publie Anicet ou le Panorama, roman commencé dans les tranchées.
Dans le Paris dandy de l'après-guerre, il se lie avec Pierre Drieu la Rochelle, pour qui le quitte une dessinatrice américaine, Eyre de Lanux. Il se console auprès de Denise Lévy, qui choisira d'épouser un autre de ses amis, Pierre Naville, tout en commençant la rédaction du Paysan de Paris. L'Œuf dur publie quelques-uns de ses textes.
En 1922, il renonce à devenir médecin, fonde avec Breton et Soupault la revue Littérature et publie Les Aventures de Télémaque. Grâce à Breton, il trouve du travail chez le couturier Jacques Doucet, grand collectionneur de tableaux modernes, mais aussi de manuscrits, dans l'achat desquels il le conseille en tant que secrétaire.
Après avoir illustré le dadaïsme et connu les expériences d'écriture automatique auprès de Robert Desnos, auquel il consacrera des années plus tard l'émouvante Complainte de Robert le Diable chantée par Jean Ferrat, il rejoint, en 1924, André Breton, Paul Éluard et Philippe Soupault dans le mouvement surréaliste et cosigne, à l'occasion de l'enterrement d'Anatole France, le scandaleux Un cadavre qui invite à jeter à la Seine toute la littérature passée. Il dévore, comme pour oublier Denise Lévy, les œuvres d'Engels, de Lénine, de Proudhon, de Schelling, de Hegel et de Freud.

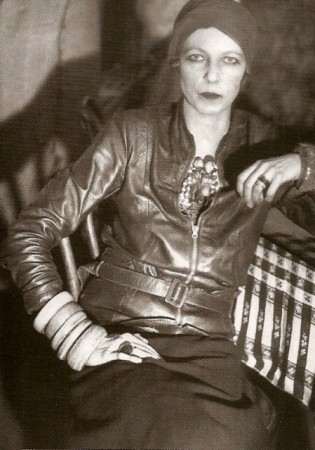
Nancy Cunard, amante de Louis Aragon de 1926 à 1928.

En 1926, démuni, il signe avec Jacques Doucet un contrat par lequel le jeune romancier s'engage à livrer mensuellement sa production au collectionneur en échange d'une rente mensuelle de mille francs. Il écrit ainsi un cycle de mille cinq cents feuillets, La Défense de l'infini. Il devient simultanément l'amant de l'écrivaine anarchiste Nancy Cunard, qui l'emmène à sa suite à travers toute l'Europe.

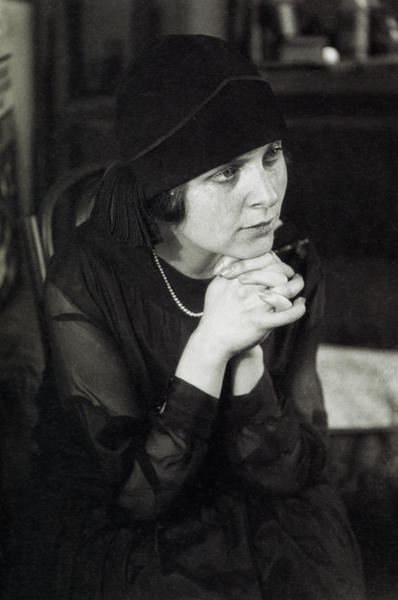
Elsa Triolet, compagne de Louis Aragon de 1928 à sa mort.

Avec Breton et après Éluard, il adhère en janvier 1927 au Parti communiste français. À l'été, il rédige Traité du style, un essai militant pour une littérature engagée dans lequel figure une violente protestation contre l'exécution de Sacco et Vanzetti et qui ne paraîtra que l'année suivante. En novembre, dans un hôtel de la Puerta del Sol à Madrid, Nancy sauve une poignée d'exemplaires de La Défense de l'infini que le poète, dans une crise de rage, a jetés au feu. Cette rupture, qui est aussi une rupture avec l'argent, marque le début d'une remise en cause personnelle profonde dont l'engagement politique sera l'issue.
En avril 1928, privé du soutien financier de Doucet, il fait paraître, mais anonymement, Le Con d'Irène qui a été sauvé des flammes. La nouvelle est interdite par la police et Aragon nie devant le juge d'instruction en être l'auteur. À Venise en septembre 1928, ruiné par l'échec de l'ouvrage, il découvre la liaison de Nancy avec Henry Crowder et tente de se suicider, épisode à l'origine d'un de ses plus célèbres poèmes, qui sera chanté par Léo Ferré, Il n'aurait fallu.
Deux mois plus tard, le 6 novembre, il rencontre à la brasserie La Coupole Elsa Triolet, sœur de Lili Brik — la muse de Vladimir Maïakovski. Elsa « entre dans le poème » et devient sa muse pour la vie, formant avec le poète un couple mythique dont la célébration, en particulier dans Les Yeux d'Elsa, mêlera à partir des années 1940 l'éros, la philia et l'engagement au service d'une cause (la Résistance, le communisme, la décolonisation, le féminisme, la littérature, etc.).

### Rupture avec le surréalisme et engagement communiste

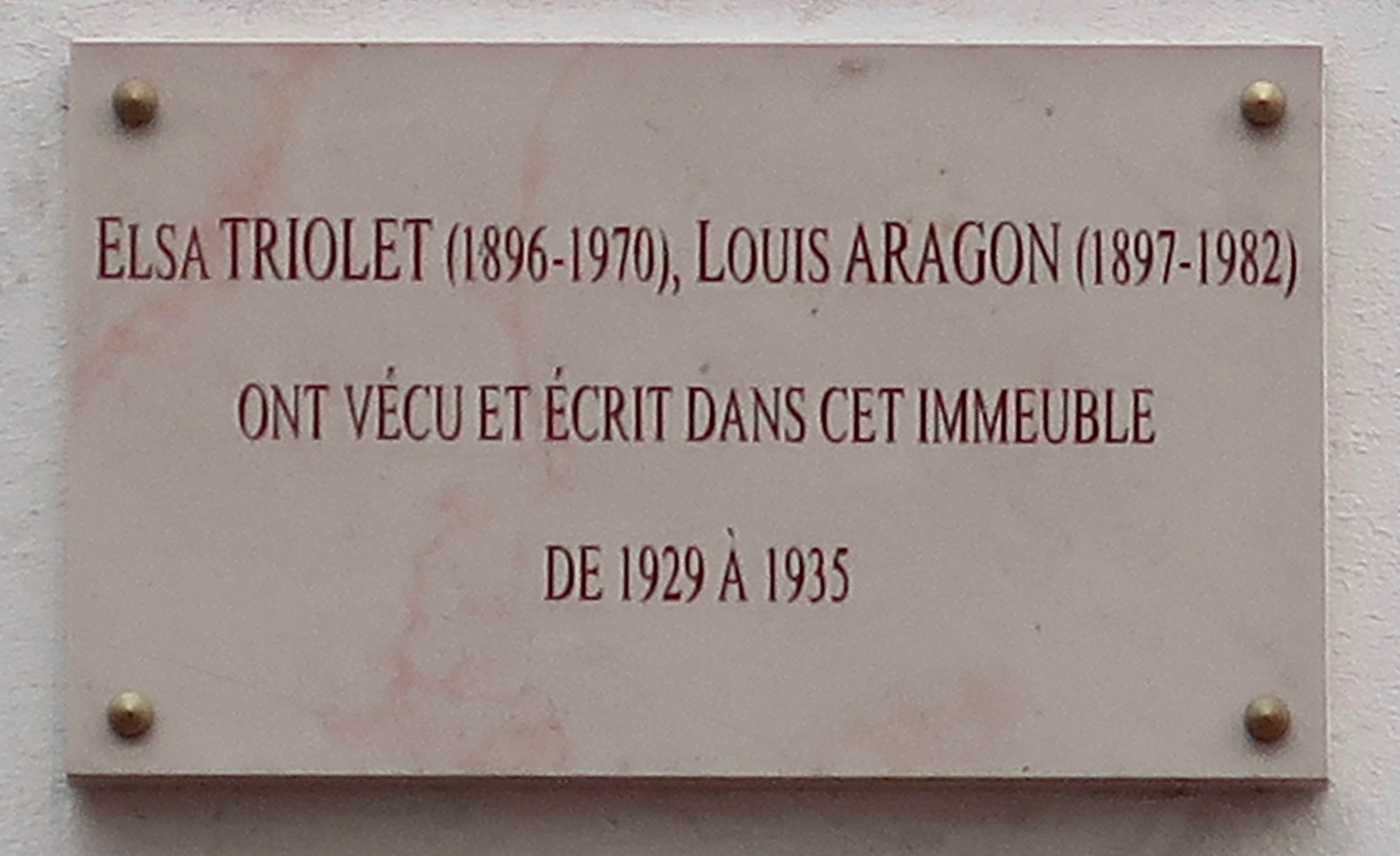
Plaque située au 5 rue Campagne-Première (14e arrondissement de Paris), où il vit avec Elsa Triolet de 1929 à 1935.

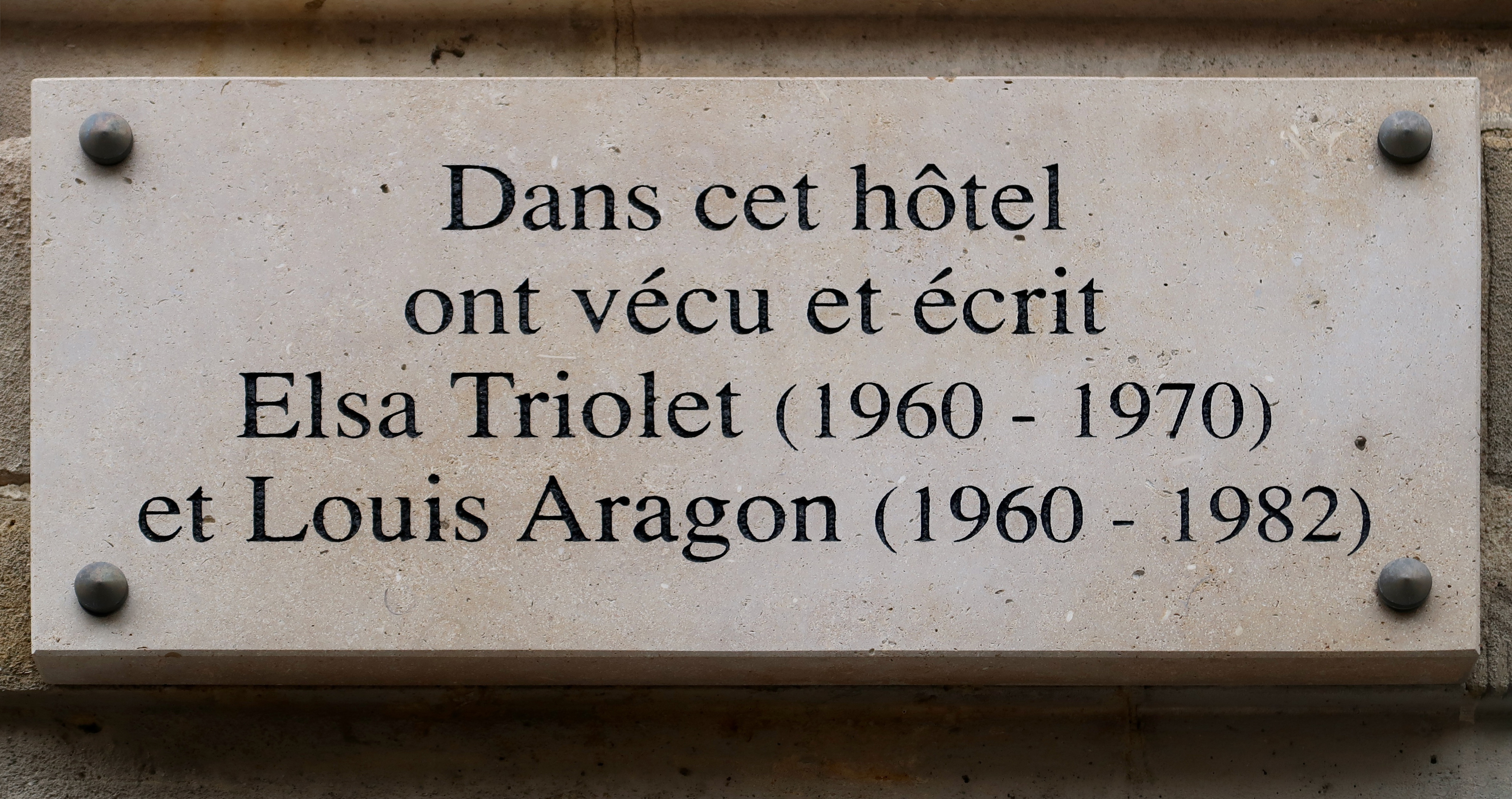
Plaque 56 rue de Varenne (7e arrondissement), où le couple vécut également.

En 1929, l'expulsion d'URSS de Trotski fige, au sein du groupe des surréalistes, les querelles de personnes en fractures idéologiques. Aragon s'oppose en particulier à un Breton dictatorial qui récuse la forme romanesque et qui juge la poésie seule apte à exprimer l'inconscient.
En 1930, six mois après le suicide de Maïakovski, Aragon est envoyé avec Georges Sadoul au Congrès des écrivains révolutionnaires de Kharkov représenter un mouvement surréaliste accusé d'anarchisme par la ligne dure du PCF. Aragon se range à cette ligne orthodoxe et publie à son retour Front rouge, un poème sous forme d'ode à l'URSS et au marxisme-léninisme, appelant à diverses actions violentes — « L'amas splendide et chaotique qu'on produit aisément avec une église et de la dynamite - Essayez pour voir » —, dénonçant également l'esthétique surréaliste et les réformistes au cri de « Feu sur Léon Blum », ce qui lui vaut d'être inculpé pour appel au meurtre. La rupture avec Breton, qui, beau joueur, prend tout de même sa défense au cours du procès, est consommée.
Avec Elsa, il part vivre un an en URSS. Il montre sans conteste dans plusieurs textes une approbation de la terreur organisée par le régime stalinien. Les recueils Persécuté persécuteur (1931) et Hourra l'Oural (1934) traduisent pleinement cet engagement. Le premier contient Front rouge et le second Vive le Guépéou. Selon Lionel Ray, ces deux recueils sont ses moins bons.
Il épouse Elsa le 28 février 1939. Sa poésie est largement inspirée, depuis les années 1940, par l'amour qu'il lui voue (voir Les Yeux d'Elsa).

### Seconde Guerre mondiale

#### Campagne de France
Il est mobilisé en septembre 1939 comme médecin auxiliaire d'abord au 220e régiment régional des travailleurs en novembre 1939 avant de rejoindre la 3e division légère mécanique et part pour la frontière belge. Il participe aux combats de la campagne de France au printemps 1940, est évacué vers l'Angleterre depuis Dunkerque, à bord du torpilleur La Flore de la classe La Melpomène, avant d'être débarqué en France, à Brest, depuis Plymouth, pour reprendre le combat. Il est fait prisonnier par les Allemands à Angoulême mais parvient à s'échapper. La campagne de 1940 lui vaut deux citations, la médaille militaire et la Croix de guerre avec palme, cette dernière pour être allé plusieurs fois rechercher ses camarades blessés à travers les lignes adverses,.

#### Résistance
Il est aussi, avec Robert Desnos, Paul Éluard, Pierre Seghers, Jean Prévost, Jean-Pierre Rosnay et quelques autres, parmi les poètes qui prirent résolument parti, durant la Seconde Guerre mondiale, pour la résistance contre le nazisme ; c'est là le sujet d'une autre blessure profonde : la rupture avec son ami Drieu la Rochelle, lequel, après avoir « hésité entre communisme et fascisme » (voir Une femme à sa fenêtre), s'est tourné vers le fascisme. À l'autoportrait romanesque désabusé de Drieu, Gilles, répond en partie le roman d'Aragon Aurélien, qui narre l'itinéraire d'un ancien combattant dans le Paris de l'entre-deux-guerres.

### Après-guerre

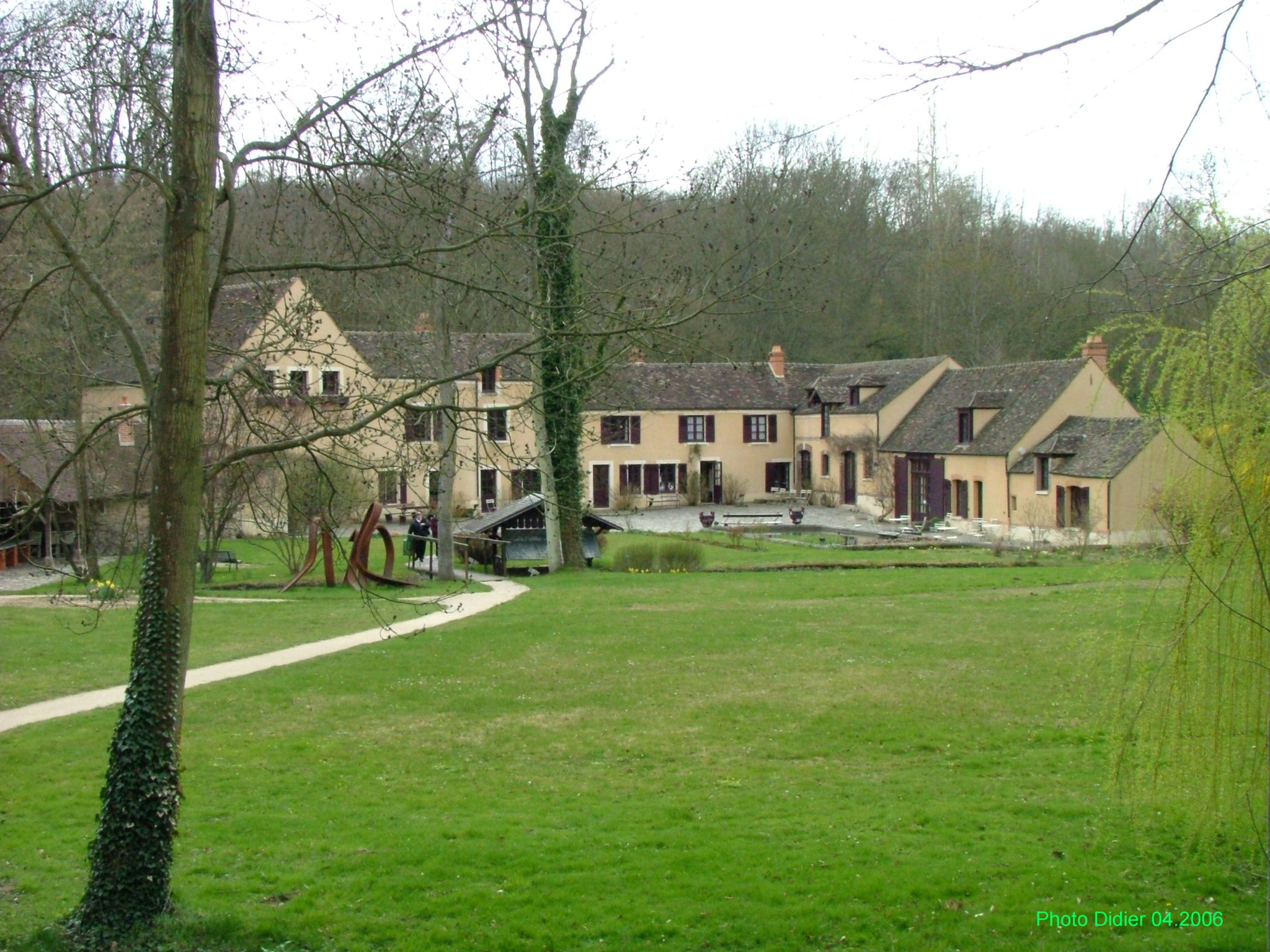
Vue du Moulin de Villeneuve à Saint-Arnoult-en-Yvelines.

Il se lance dans un roman épique, Les Communistes, qui doit évoquer l'héroïsme des militants dans l'avant-guerre et la Résistance, en défendant et justifiant leur attitude pendant la période du pacte de non-agression entre l'Allemagne nazie et l'Union soviétique. Il n'écrira finalement que la période allant jusqu'à la bataille de France en 1940.
De 1953 à 1970, le couple Aragon-Elsa vit dans la propriété le Moulin de Villeneuve, qu'Aragon a offerte à sa femme.

### Dernières années

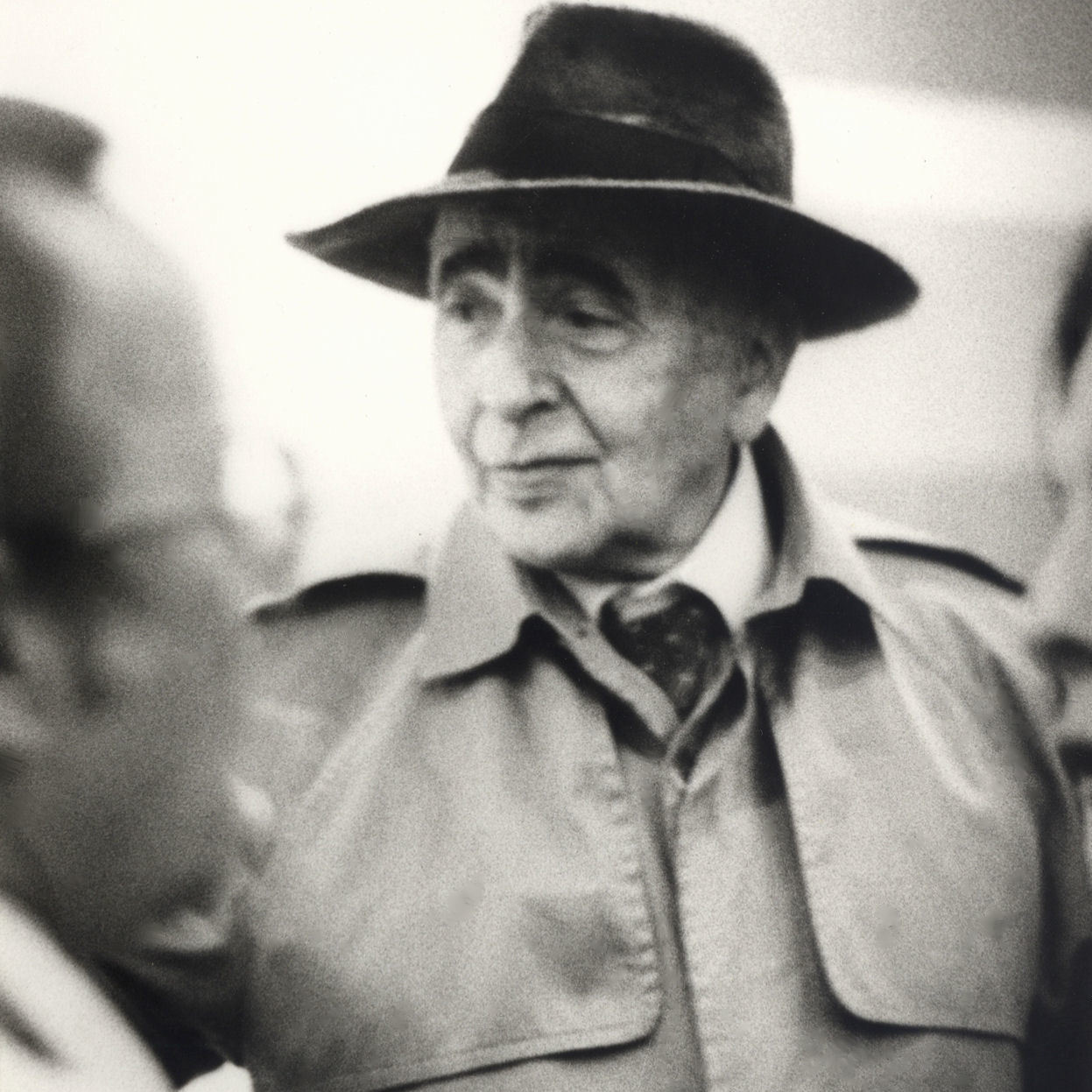
Aragon en 1981.

Après le décès d’Elsa Triolet, en 1970, Aragon affiche son attirance sexuelle pour les hommes,, que Pierre Drieu la Rochelle avait évoquée dès les années 1930, dans Gilles notamment. La découverte ou l’affirmation ostentatoire quoique tardive de cette attirance demeure « sans qu’il soit clairement établi s'il s’agissait de bisexualité ou d'homosexualité,. »
Il meurt le 24 décembre 1982 à son domicile de la rue de Varenne, dans le 7e arrondissement,, veillé par son ami Jean Ristat, exécuteur testamentaire d'Elsa et de Louis. Il est inhumé dans le parc du Moulin de Villeneuve, dans sa propriété de Saint-Arnoult-en-Yvelines, aux côtés d'Elsa.

## Poète

### Dadaïsme et surréalisme

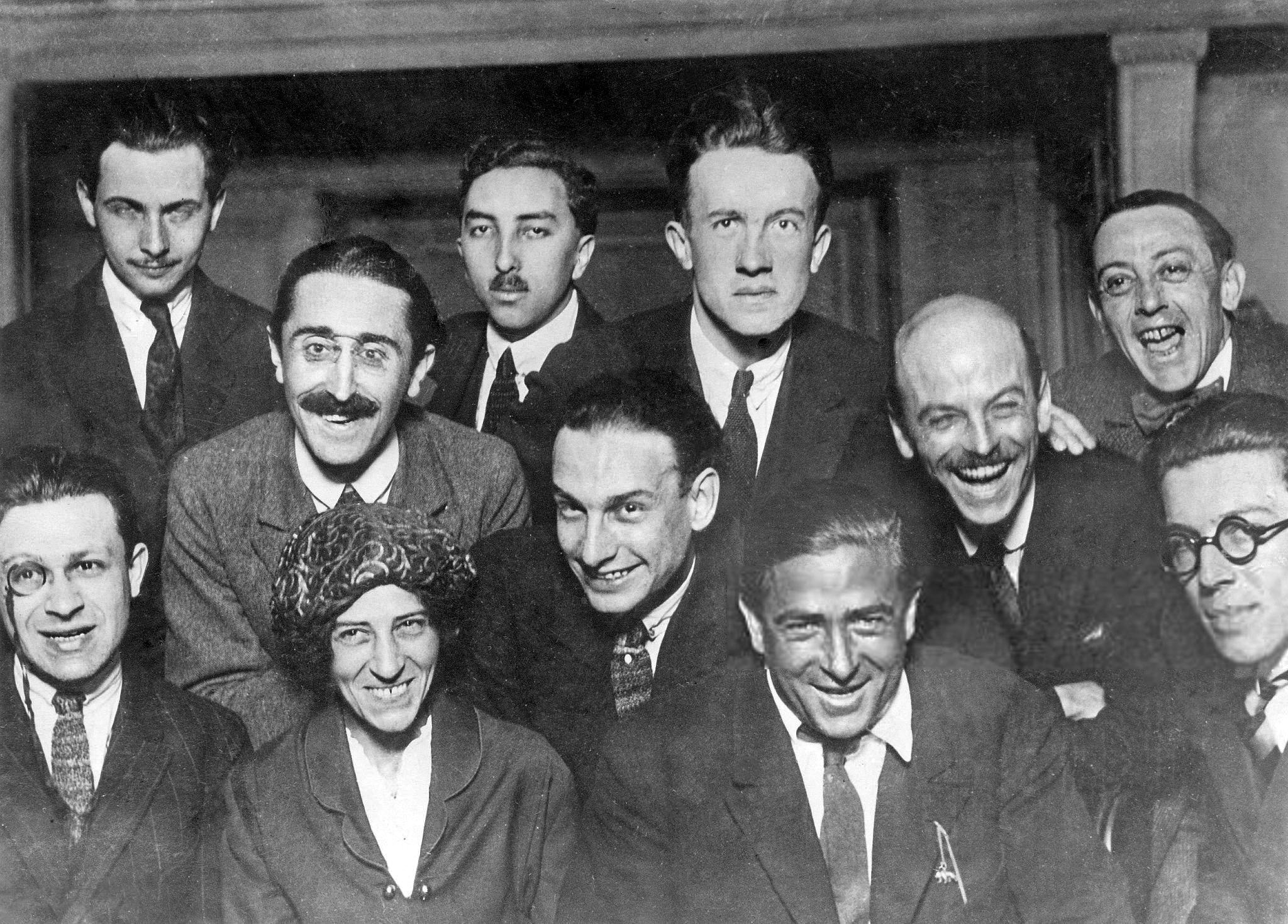
Réunion du groupe Dada à Paris en 1921 : Louis Aragon, Théodore Fraenkel, Paul Éluard, Clément Pansaers, Paul Dermée, Philippe Soupault, Georges Ribemont-Dessaignes, Tristan Tzara, Céline Arnauld, Francis Picabia, André Breton.

Les premiers recueils d'Aragon s'inscrivent dans le mouvement dada puis dans le surréalisme. Les poèmes de Feu de joie (1920) sont ceux d'une jeunesse en révolte. Ils expriment en revanche un enthousiasme pour la modernité, notamment le cinéma américain, le Paris des cafés et des métros. Il cherche à repoétiser le quotidien en partant de ce quotidien. André Breton dira d'ailleurs en 1924 : « Aragon échappe plus aisément que quiconque au petit désastre du quotidien. »
Ils laissent peu de place à la versification traditionnelle mais montrent un attachement aux allitérations et assonances au sein du vers libre. Ce dernier commence à s'imposer dans la littérature française, notamment grâce au poème Zone qui ouvre le recueil Alcools de Guillaume Apollinaire, ainsi qu' à La Prose du Transsibérien et de la petite Jehanne de France de Blaise Cendrars.

### Poésie d'engagement communiste
Les surréalistes se sont tournés vers l'action politique en 1925, lorsqu'ils se sont opposés à la guerre du Rif. Cela a entraîné des tensions dans le groupe, notamment avec les exclusions d'Antonin Artaud et de Philippe Soupault durant cette année 1926. Plusieurs surréalistes, autour de Breton et d'Aragon, ont pris leur carte au Parti communiste français ; l'adhésion d'Aragon date de janvier 1927. Leur accueil par les intellectuels communistes a cependant été plutôt mitigé, si bien que les surréalistes cessent leur collaboration avec Clarté en 1928. Les surréalistes ne sont également pas d'accord entre eux sur l'analyse à donner au sort de Léon Trotski. Le Second manifeste du surréalisme, publié par André Breton en 1929, ne parvient pas à dépasser les querelles littéraires et politiques entre les membres.
La rencontre d'Aragon avec Elsa Triolet date du 5 novembre 1928, mais le « cycle d'Elsa » ne sera composé qu'une dizaine d'années plus tard. Louis Aragon s'est donc engagé au Parti communiste avant sa rencontre avec sa muse ; il a à cette époque beaucoup moins de réserves que sa compagne sur l'activité du PCF et de l'URSS.
Persécuté persécuteur est publié en 1931, et contient le poème Front rouge, qui entraîne la rupture d'Aragon avec le surréalisme. Trois ans plus tard, le recueil Hourra l'Oural prend encore plus violemment position pour le communisme, avec notamment le poème Vive le Guépéou. Lionel Ray juge que ces deux recueils sont « très faibles ou très médiocres, exception faite de quelques pages où l'ampleur lyrique reprend ses droits ».

### Après 1940: le retour à la tradition
C'est dans Le Crève-cœur (1941) qu'apparaît pour la première fois Elsa Triolet dans la poésie d'Aragon. Il y avait un poème pour elle dans Persécuté persécuteur, et elle était la dédicataire de plusieurs de ses romans, mais c'est la première occurrence chez Aragon d'un lyrisme à visage découvert, qui sera développé dans le « cycle d'Elsa » qui commence immédiatement après ce recueil.
Ce recueil marque le retour de Louis Aragon à l'alexandrin et à des codes de poésie plus traditionnels que dans ses recueils de l'époque dada ou surréaliste. Il commence un travail de réappropriation de la tradition. Cela se poursuit dans son recueil suivant, Les Yeux d'Elsa (1942), dans lequel Aragon revient à une simplicité des images et des rythmes, loin des provocations de ses recueils précédents, pour montrer le lien entre son lyrisme personnel et son engagement poétique.
Elsa Triolet est également le sujet des recueils Cantique à Elsa (1941), Les Yeux et la Mémoire (1954), Elsa (1959) et du Fou d'Elsa (1964), constituant le « cycle d'Elsa ».
Après 1956, la déstalinisation et la répression de l'insurrection de Budapest, Aragon revient d'abord à une poésie plus personnelle, avec son autobiographie poétique Le Roman inachevé, puis Elsa et Le Fou d'Elsa. Selon Pierre Daix, ce retour à soi et à la poésie lyrique est « une reconstruction d'Aragon, de ses idées sur la vie, après le désastre politique ».

## Romancier

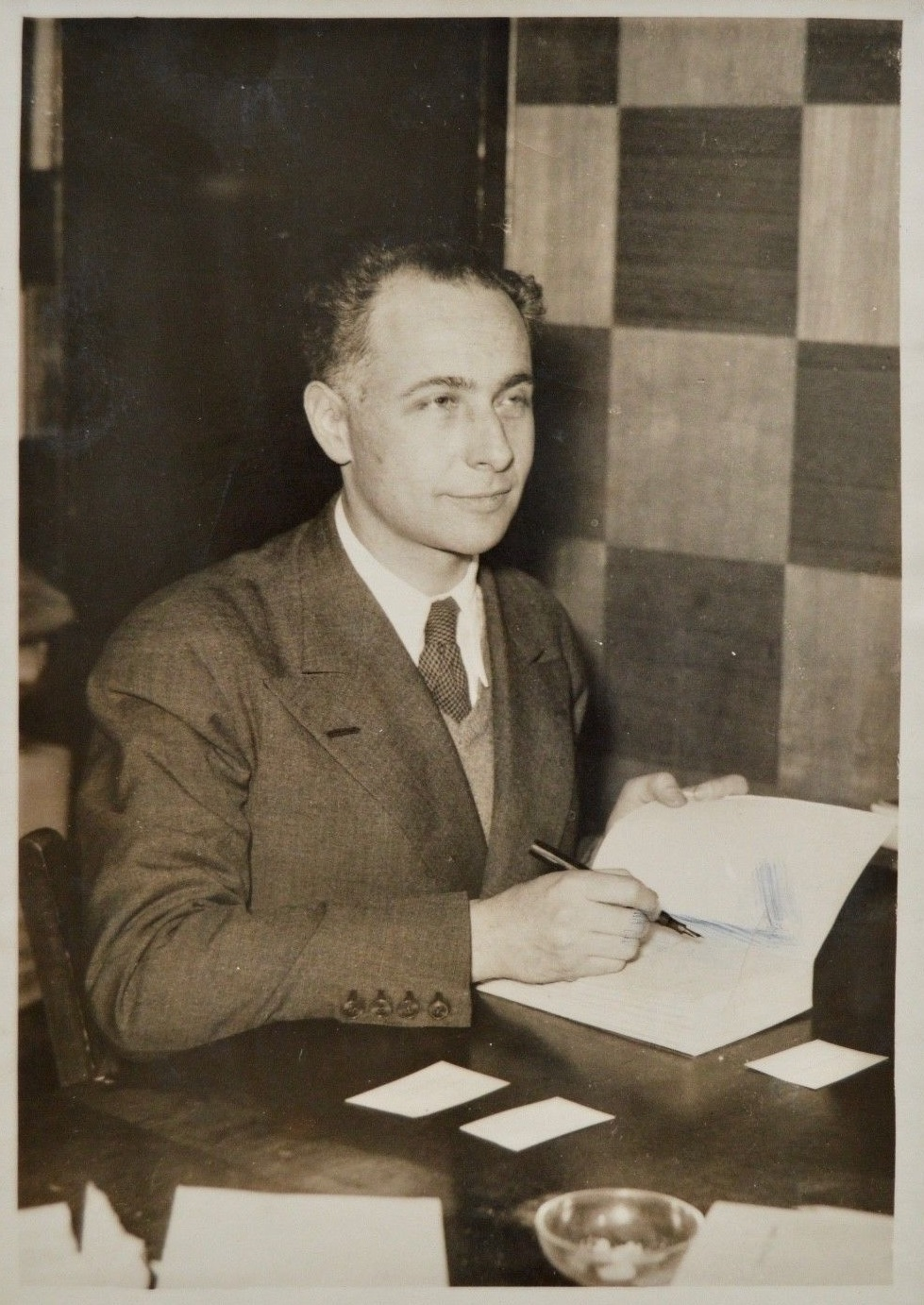
Aragon dédicaçant Les Beaux Quartiers à l'occasion de la remise du prix Renaudot (9 décembre 1936).

### Prosateur dadaïste et surréaliste
Le premier roman publié par Louis Aragon est Anicet ou le Panorama (1921). Il s'agit d'une mise en scène du groupe d'amis dadaïstes français, particulièrement André Breton, Philippe Soupault et lui-même. Aragon poursuit dans le genre narratif avec Les Aventures de Télémaque (1922), parodie dadaïste du roman du même nom écrit par Fénelon à la fin du XVIIe siècle. Le Paysan de Paris (1926), dédié au peintre surréaliste André Masson, est une suite de rêveries sur des lieux parisiens.

### Réalisme socialiste
Aragon s'inscrit dans la veine du réalisme socialiste à partir de sa rupture avec le surréalisme en 1932. Il écrit le cycle Le Monde réel, comprenant Les Cloches de Bâle (1934), Les Beaux Quartiers (1936, Prix Renaudot), Les Voyageurs de l'impériale (1942), Aurélien (1944), Les Communistes (6 volumes), 1949-1951 et réécrit en 1966-1967.

## Engagements
(février 2017).

### Dans la presse

#### L’HumanitéetCommune(1933-1939)
Aragon travaille en 1933 à L'Humanité, pour la rubrique des faits divers. La même année, en juillet 1933, il est, avec Paul Nizan, secrétaire de rédaction de la revue Commune, éditée par l'Association des écrivains et artistes révolutionnaires. Cette association se fixe pour but de rassembler le plus largement possible le monde de la culture dans la lutte contre le fascisme et le nazisme. À partir de janvier 1937, Aragon est membre du comité directeur de Commune, aux côtés d'André Gide, Romain Rolland, Paul Vaillant-Couturier. La revue s'annonce dès lors « revue littéraire française pour la défense de la culture ». Gide s'en retire en août 1937, Vaillant-Couturier meurt à l'automne 1937. Romain Rolland n'est plus de première jeunesse, c'est donc Louis Aragon qui en est le directeur effectif. Il y accueille en décembre 1938, comme rédacteur en chef, le jeune écrivain Jacques Decour. Commune a tenu sous l'égide d'Aragon un rôle majeur dans la mobilisation des intellectuels pour la défense de la République espagnole.

#### Directeur deCe soir(1937-1953)
En mars 1937, Aragon est appelé par son parti, à diriger le nouveau quotidien du soir, Ce soir, qu'il lance. Il partage la direction du journal, qui tente de concurrencer Paris-Soir, avec l'écrivain Jean-Richard Bloch. Son activité est intense, car il mène de front cette tâche avec l'écriture romanesque et sa participation à Commune. Ce soir, interdit en août 1939, renaît à la Libération. Aragon en reprend la direction avec Jean-Richard Bloch, puis seul, après la mort de ce dernier en 1947. En 1949, Aragon est privé de ses droits civiques,. En avril 1950, il est rejoint à la tête du journal par le résistant Pierre Daix, dont l'ex-épouse Madeleine Riffaud, qui avait couvert les grèves de 1947-1948, et désormais en couple avec Roger Pannequin, a quitté le journal l'année précédente pour rejoindre l'hebdomadaire de la CGT La Vie ouvrière.
Après avoir été en 1946 le plus grand des journaux communistes fédérés dans l'Union française de l'information, largement devant L'Humanité et les nombreux journaux régionaux, le titre a décliné à partir de 1950 puis a cessé de paraître en 1953.

#### Les Lettres françaises(1953-1972)
Aragon, directeur de l'hebdomadaire littéraire Les Lettres françaises, issu de la Résistance et devenu la propriété du Parti communiste, devient le propriétaire d'un journal désormais autonome politiquement et financièrement dans les jours qui suivent l'arrêt de Ce soir. Épaulé par Pierre Daix, rédacteur en chef, le journal mène à partir des années 1960 un combat de plus en plus ouvert contre le stalinisme[réf. nécessaire] et ses séquelles dans le bloc de l'Est. Il fait connaître des écrivains tels que Alexandre Soljenitsyne ou Milan Kundera[Quand ?]. Lorsque la revue condamne violemment l'invasion de Prague par les chars soviétiques en 1968, les abonnements en provenance de l'URSS et des pays de l'Est sont brutalement interrompus. La revue Les Lettres françaises, devenue déficitaire, ne bénéficie d'aucun rattrapage financier de la part du Parti communiste et cesse sa parution en 1972, année qui consacre la fin des activités journalistiques d'Aragon.

### Comme éditeur
Parallèlement à ses tâches journalistiques, Louis Aragon dispose d'un moyen pour faire connaître les écrivains. Il est en effet président-directeur général d'une maison d'édition appartenant à l'orbite éditoriale communiste, les Éditeurs français réunis (EFR). Héritiers de deux maisons fondées dans la Résistance, La Bibliothèque française et Hier et Aujourd'hui, les EFR, qu'il dirige avec François Monod puis à partir de 1961 avec Madeleine Braun, publient dans les années 1950 les écrivains français rattachés communément au courant du « réalisme socialiste ». C'est aux EFR qu'est publié Premier Choc, le roman qui vaut à André Stil, futur académicien Goncourt, le prix Staline 1953. Ils publient les écrivains « réalistes socialistes » soviétiques.
Mais leur rôle ne se limite pas à la diffusion de ces œuvres. Ils font connaître les écrits de Tchèques comme Julius Fučík ou Vítězslav Nezval, les poèmes de Rafael Alberti, Yánnis Rítsos ou l’œuvre de Vladimir Maïakovski.
À partir du début des années 1960, ils permettent la connaissance des littératures soviétiques non russes, tel les romans de l'écrivain kirghize Tchinguiz Aïtmatov, qu'il co-traduit avec A. Dimitrieva, mais aussi les œuvres russes du « dégel » post-stalinien : L'Ingénieur Bakhirev de Galina Nicolaëva, publié en 1960, Babi Iar d'Anatoli Kouznetsov, publié en 1967. De même, en 1964, les EFR éditent le premier roman de l'écrivaine est-allemande Christa Wolf, Le Ciel partagé.
Enfin dans le domaine de la poésie, Aragon lance la collection « Petite sirène », qui permet de faire aimer au public non seulement des auteurs consacrés, comme Pablo Neruda, Eugène Guillevic ou Nicolas Guillen, mais aussi de jeunes poètes français tels Dominique Grandmont, Alain Lance ou Jean Ristat.
Aragon publie aussi à la Libération, avec une préface de Vercors, Deux voies françaises Péguy-Péri (Les Éditions de Minuit, 1944).
Il est brièvement membre de l'académie Goncourt de 1967 à 1968.

### Engagements politiques

#### Stalinisme
Il se joint à plusieurs amis écrivains (René Char, André Breton, Paul Éluard, etc.) pour attaquer frontalement l’exposition coloniale internationale de 1931, qu'ils décrivent comme un « carnaval de squelettes » destiné à « donner aux citoyens de la métropole la conscience de propriétaires qu’il leur faudra pour entendre sans broncher l’écho des fusillades ». Ils réclament « l’évacuation immédiate des colonies » et la tenue d'un procès pour les « crimes commis ».
Parmi ses amis des années 1920, qui adhèrent au communisme à sa suite en 1927, il est le seul qui s’impliquera durablement au PCF : André Breton et Paul Éluard le quittent au début des années 1930 (Paul Éluard le rejoindra de nouveau, par l’intermédiaire d’Aragon, plus tard pendant les années de Résistance). De retour d’URSS en 1931, il publie Front rouge, poème militant et provocateur dont il dira bien plus tard, dans les années 1970 : « Ce poème que je déteste ».
Le tournant politique de 1934, la politique d'alliance, le front populaire, la défense de la culture française lui permettent d'accéder à des responsabilités où il s'épanouit. Le magistère intellectuel qu'il commence à tenir n'est toutefois pas sans ombres. En 1935, lors du Congrès international des écrivains pour la défense de la culture, il n'est pas de ceux qui mettent en doute le socialisme du régime soviétique, malgré les informations sur la terreur qui s'installe, sous paravent révolutionnaire, en URSS. Il est alors très proche de Mikhaïl Koltsov, célèbre journaliste de la Pravda qui renseigne les services secrets soviétiques sur les personnalités occidentales. Aragon s’oppose à son ancien ami André Breton, qui voudrait utiliser la tribune du congrès pour défendre Victor Serge, emprisonné là bas. Au contraire, en 1935, il vante les mérites du système concentrationnaire soviétique, le goulag :

« Je veux parler de la science prodigieuse de la rééducation de l’homme, qui fait du criminel un homme utile, de l’individu déformé par la société d’hier, par les forces des ténèbres, un homme du monde de demain, un homme selon l’Histoire. L’extraordinaire expérience du canal de la mer Blanche à la Baltique, où des milliers d’hommes et de femmes, les bas-fonds d’une société, ont compris, devant la tâche à accomplir, par l’effet de persuasion d’un petit nombre de tchékistes qui les dirigeaient, leur parlaient, les convainquaient que le temps est venu où un voleur, par exemple, doit se requalifier, dans une autre profession – Cette extraordinaire expérience joue par rapport à la nouvelle science le rôle l’histoire de la pomme qui tombe devant Newton par rapport à la physique. Nous sommes à un moment de l’histoire de l’humanité qui ressemble en quelque chose à la période du passage du singe à l’homme. Nous sommes au moment où une classe nouvelle, le prolétariat, vient d’entreprendre cette tâche historique d’une grandeur sans précédent : la rééducation de l’homme par l’homme. »

Il défend également les procès de Moscou écrivant dans Commune en 1936 que ceux-ci sont dominés par « la figure […] de Trotski, allié de la Gestapo, le saboteur international du mouvement ouvrier ». C’est cet optimisme utopique et naïf qui s’effondrera après le XXe congrès du Parti communiste de l’Union soviétique, dans une déchirure dont son grand recueil, Le Roman inachevé, portera témoignage en 1956. Mais 1934 est une ère alors optimiste pour les communistes français : elle est celle du refus du sectarisme qui avait été celui du PCF dans les années 1920, de l’alliance avec les couches moyennes de la société française pour constituer un large front de résistance contre les fascismes européens qui s’installent peu à peu, ce qui amène Aragon à publier des écrits pro-soviétiques : « Quelle est cette flamme au front du cortège/Cette flamme qui fait pâlir vos brasiers et soudain tout ce qui brûle est un reflet du drapeau rouge/Les Soviets — partout — les Soviets — partout/Les Soviets — partout/Dans la boue drapeau tricolore » (février, revue Commune, mars-avril 1934). « La France, disait Aragon, doit à Staline son existence de nation ».
Aux débuts de la guerre civile espagnole, il se rend à Madrid à bord d’un camion transportant une imprimerie et un projecteur de cinéma. Il y rencontre l’« Alliance des intellectuels antifascistes pour la défense de la culture », parcourt la ligne de front, participe à une réunion le 25 octobre 1936. Il déclare que « la France s’est déshonorée […] en ne retenant pas la main du fascisme ». À son retour, avec Jean-Richard Bloch, il demande en vain une entrevue à Léon Blum pour le convaincre d'intervenir auprès de la République espagnole.

#### Résistance

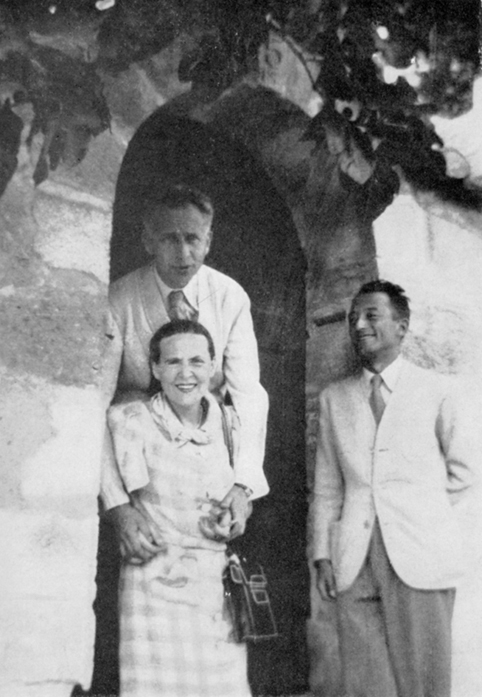
Louis Aragon et Elsa Triolet chez leur ami Pierre Seghers à Villeneuve-lès-Avignon en 1941.

En août 1939, le jour même de l'annonce de la signature du Pacte germano-soviétique, dans le journal communiste dont il est le directeur, il applaudit la décision de Staline, tout en appelant la France et l'Angleterre à signer de leur côté une alliance tripartite avec l'URSS :

« Le pacte de non-agression avec l'Allemagne, imposé à Hitler qui n'avait pas d'autre possibilité que de capituler ainsi ou de faire la guerre, c'est le triomphe de cette volonté de paix soviétique. […] Et que ne vienne pas ici comparer le pacte de non-agression germano-soviétique qui ne suppose aucun abandon de la part de l'URSS aux pactes « d'amitié » qu'ont signés les gouvernements toujours en exercice en France et en Angleterre avec Hitler : ces pactes d'amitié avaient pour base la capitulation de Munich… L'URSS n'a jamais admis et n'admettra jamais de semblables crimes internationaux. Silence à la meute antisoviétique ! Nous sommes au jour de l'effondrement de ses espérances. Nous sommes au jour où l'on devra reconnaître qu'il y a quelque chose de changé dans le monde et que, parce qu'il y a l'URSS, on ne fait pas la guerre comme on veut.

Il existe entre la France et la Pologne un traité d'assistance mutuelle. C'est-à-dire que si la Pologne est victime d'une agression, la France doit venir à son aide. Et tout bon français qui ne veut pas voir se répéter la honte de Munich, et l'abandon de nos alliés de Tchécoslovaquie, souhaitera comme nous que la France tienne ses engagements internationaux. »

Dès la parution de cet article d'Aragon, la presse communiste est saisie et le PCF est mis hors-la-loi. Quelques dirigeants communistes sont arrêtés, et Aragon se réfugie quelques jours à l'Ambassade du Chili, caché par son ami Pablo Neruda. En septembre, à la suite de l'attaque de l'Allemagne nazie contre la Pologne, il est incorporé comme médecin-auxiliaire sur la ligne de front, pendant ce qui est appelé la drôle de guerre.
Sur le front enfin ouvert à l'Ouest en mai 1940, subissant la débâcle des armées françaises, il fait preuve d'un courage qui lui vaut d'être décoré de la croix de guerre et de la médaille militaire. Ces mois de guerre seront à l'origine d'une grande part des poèmes du recueil Les Yeux d'Elsa, publié en 1942 par Pierre Seghers. Réfugié par la suite en zone libre, où il continue d'écrire les poèmes qui composent ce recueil, il va participer, autant par la plume qu'en organisateur clandestin, à la Résistance dans les milieux intellectuels. Son œuvre poétique est mise au service de la mobilisation patriotique, notamment dans une plaquette intitulée Contribution au cycle de Gabriel Péri, où il célèbre sa Patrie des cent villages, La Rose et le Réséda, Gabriel Péri, Ballade de celui qui chanta dans les supplices, et Honoré d'Estienne d'Orves, offrant aux maquisards La Chanson du franc-tireur. Il participe aussi, avec Elsa Triolet à la mise sur pied du Comité national des écrivains en zone sud. Sous le pseudonyme de Le Témoin des Martyrs il a également publié avec Vercors Deux voix françaises Péguy-Péri (éd. de Minuit, 1944).
Chantre de la Résistance aux temps dangereux, il en est après-guerre, avec Paul Éluard, Pierre Seghers, René Char, le témoin poétique, le veilleur d'une mémoire. C'est ainsi qu'il composera en 1955, onze ans après la Libération, Strophes pour se souvenir, poème à la gloire du rôle des étrangers dans la Résistance, célébrant les Francs-tireurs et partisans de la MOI du groupe Manouchian dont la condamnation avait été publiée sur une affiche rouge. Aragon ainsi repris après quelques hésitations une idée de Claude Lévy en 1953, inspirée par le livre "Pages de gloire des 23". Ce poème n'est mis en musique, par Léo Ferré, qu'en 1959, sous forme de simple projet, puis en 1961 avec une chanson qui contribue à l'envol de sa notoriété mais qu'il n'interprête pas dans un premier temps.

#### Après la Libération
À la Libération, fort de l'influence qu'il a gagnée dans la Résistance, Louis Aragon acquiert le statut de l'intellectuel communiste, défenseur d'une ligne politique. Ainsi, au Comité national des écrivains, il assume l'épuration dans les milieux littéraires, dans ses nécessités et ses excès. Il est amené à défendre la condamnation par les Soviétiques du régime de Tito en Yougoslavie, comme à célébrer les dirigeants de l'époque, Maurice Thorez en particulier. Il se fait le chantre de Staline :

« Merci à Staline pour ces hommes qui se sont forgés à son exemple, selon sa pensée, la théorie et la pratique stalinienne ! Merci à Staline qui a rendu possible la formation de ces hommes, garants de l'indépendance française, de la volonté de paix de notre peuple, de l'avenir d'une classe ouvrière, la première dans le monde montée à l'assaut du ciel et que l'on ne détournera pas de sa destinée en lui faisant voir trente-six étoiles étrangères, quand elle a de tels hommes à sa tête ! »

En 1950, Aragon, à la demande de Thorez, est élu au Comité central du Parti communiste français. Il prend part avec l'autorité que lui confère cette fonction aux divers débats idéologiques qui secouent son parti après la mort de Staline, et plus encore après le XXe congrès du PC de l'URSS de 1956. Au sein du PCF, sa position éminente ne le place pas à l'abri des attaques. Ainsi, quand en 1953, Les Lettres françaises publient un dessin de Picasso, à l'occasion de la mort de Staline, il est contraint de faire amende honorable devant les critiques qui jugent le portrait iconoclaste.

Au fil des années, mis au courant de la répression stalinienne par l'intermédiaire d'Elsa Triolet, ses positions évoluent, mais il préfère se taire que porter tort à son camp. Son journal n'aborde pas de front les questions du stalinisme dans ces années. En 1956, il ne prend pas position sur le « rapport Khrouchtchev », se tait sur les événements de Pologne, comme sur la répression des insurgés de Budapest, souscrivant, par son silence, à la thèse officielle de son Parti, selon laquelle l'insurrection hongroise serait le fait de la bourgeoisie et de l'aristocratie et aurait été matée par les ouvriers avec le soutien de l'Armée Rouge. Ces événements provoquent, entre autres, l'éclatement du Comité national des écrivains, que quitte Vercors. C'est sur le plan littéraire, dans ce qu'on peut considérer comme son autobiographie poétique, Le Roman inachevé, qu'Aragon abordera, la même année, la souffrance personnelle suscitée par les révélations et les désillusions politiques de cette année terrible : 

« Mille neuf cent cinquante six comme un poignard sur mes paupières. »

Peu à peu cependant, avec la révélation des crimes des régimes en URSS et en Europe de l'Est, Aragon en vient à une très vive condamnation des pratiques autoritaires du communisme soviétique. Il ouvre son journal aux dissidents, il réprouve les procès contre les intellectuels, en particulier en 1966 lors du procès des écrivains Siniavski et Daniel au cours duquel il dénonce dans L'Humanité la répression qui s'abat à Moscou sur les deux écrivains soviétiques. À son tour, il est critiqué, en même temps que le PCF, par de jeunes normaliens pour s'être écarté du jdanovisme et se livrer à la « défense abstraite de la culture », laquelle, selon eux, « peut être une forme spécifique directe de la lutte des classes. Si la culture devient une arme des classes ennemies, le pouvoir des travailleurs a le devoir de la réprimer. »

En mai 1968, lors d'un meeting à la Sorbonne, il annonce un numéro des Lettres françaises soutenant les étudiants, mais se heurte à Daniel Cohn-Bendit, qui lui lance au mégaphone : 

« Tu as du sang sur tes cheveux blancs ! »

Puis survient, en août de la même année, l'intervention des troupes soviétiques qui met fin au Printemps de Prague. Aragon préface à ce moment-là la traduction française du livre de Milan Kundera, La Plaisanterie. Sa colère lui fait écrire un texte fort :

« Et voilà qu'une fin de nuit, au transistor, nous avons entendu la condamnation de nos illusions perpétuelles… »

Pourtant, lorsqu'il meurt en 1982, il est toujours « officiellement » membre du Comité central du PCF.

### Décorations
- Décorations françaises
  -  Médaille militaire
  -  Croix de guerre 1914-1918
  -  Croix de guerre 1939-1945
  -  Médaille de la Résistance française avec rosette[note 8]
- Décorations soviétiques
  -  Ordre de la révolution d'Octobre (1972)
  -  Ordre de l'Amitié des peuples (1977)

## Mises en musique de ses poèmes

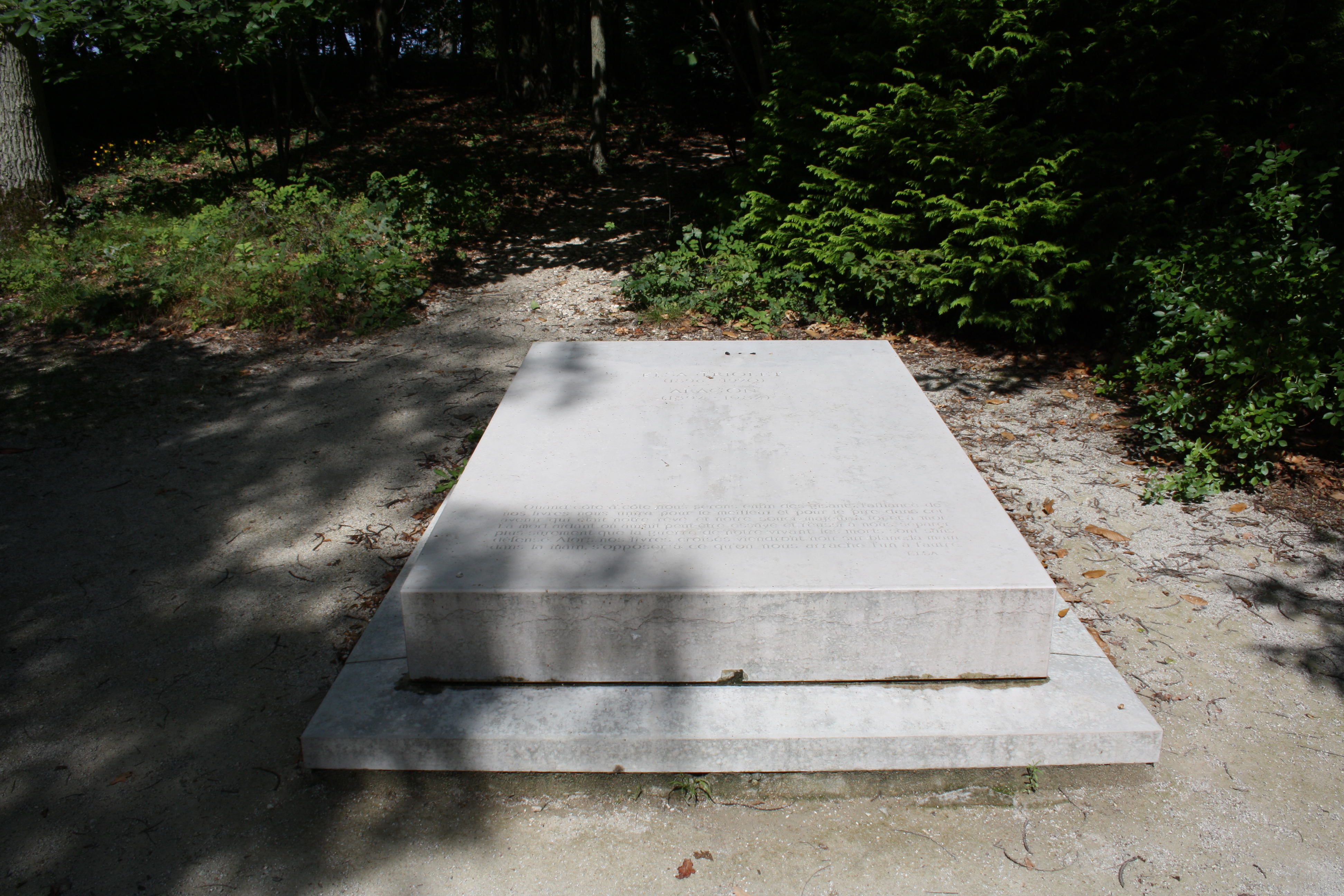
Tombe d'Elsa Triolet et de Louis Aragon à Saint-Arnoult-en-Yvelines.

En 1943, Francis Poulenc compose deux mélodies sur des poèmes faisant partie du recueil Les Yeux d'Elsa, C et Fêtes galantes, créées à Paris Salle Gaveau par le chanteur Pierre Bernac accompagné au piano par le compositeur.
La première chanson tirée d'une œuvre d'Aragon date de 1953 ; composée et interprétée par Georges Brassens, elle reprend le poème Il n'y a pas d'amour heureux, paru dans La Diane française en 1944 mais adapté en la circonstance par le chanteur libertaire, qui supprime les évocations patriotiques relatives à la Résistance.
Léo Ferré est le premier à consacrer un album entier à Aragon, avec Les Chansons d'Aragon en 1961.
De nombreux poèmes d'Aragon ont été mis en musique par Lino Léonardi, Hélène Martin, Jean Ferrat, Véronique Pestel et Georges Brassens, et chantés par Catherine Sauvage, Yves Montand, Alain Barrière, Isabelle Aubret, Francesca Solleville, Nicole Rieu, Monique Morelli ou Marc Ogeret, etc.
Son poème de 1943, en hommage à Gabriel Péri, la Ballade de celui qui chanta dans les supplices a été mis en musique par Joseph Kosma dans sa cantate de 1960, interprétée par les solistes de l'orchestre du Théâtre national de l'Opéra, René Schmidt (ténor), Xavier Depraz (basse), Serge Baudo (direction). Disque Vega T35A2501.

### Des lectures contrastées de chanteurs sur Aragon
Dans son album Stratégie de l'inespoir (2014), le chanteur et poète Hubert-Félix Thiéfaine critique l'aveuglement de Louis Aragon (« Dans les années 1930, Aragon était revenu enchanté d'URSS, à se demander ce qu'il a vu de la fenêtre du bus. Céline lui, faisait son premier pamphlet Mea Culpa, Orwell écrivait La Ferme des animaux. ») face au stalinisme dans le refrain de la chanson Karaganda (camp 99) :

« c'est l'histoire assassine qui rougit sous nos pas

c'est la voix de Staline, c'est le rire de Béria

c'est la rime racoleuse d'Aragon et d'Elsa

c'est le cri des enfants morts à Karaganda »

À l'inverse, ou complémentairement, Jean Ferrat, un des interprètes les plus populaires du poète, retient en 1975, lors de la composition d'un disque  homonyme, un vers du Fou d'Elsa (« L’avenir de l’homme, c'est la femme. Elle est la couleur de son âme. ») dont il fait le titre d'une chanson résolument optimiste (et féministe), La femme est l'avenir de l'homme :

« Le poète a toujours raison

Qui voit plus haut que l'horizon

Et le futur est son royaume

Face à notre génération

Je déclare avec Aragon

La femme est l'avenir de l'homme. »

Dans son album Mon Aragon, Véronique Pestel reprend tels quels les vers extraits du Zadjal de l'avenir dans Le Fou d'Elsa. Elle met 12 poèmes de Louis Aragon en musique dont La Complainte de Pablo Neruda.

## Œuvres

### Récits, romans, nouvelles et correspondances
- Anicet ou le panorama, roman, roman, Éditions de la N.R.F, 1921
- Les Aventures de Télémaque, roman, Éditions de la N.R.F, 1922
- Le Libertinage, nouvelles, Éditions de la N.R.F, 1924
- Le Paysan de Paris, Gallimard, 1926
- Le Con d'Irène, René Bonnel, 1927 (sous le nom d'Albert de Routisie)
- Les Cloches de Bâle, roman, Denoël & Steele, 1934 (Le Monde réel)
- Les Beaux Quartiers, roman, Denoël & Steele, 1936 (Le Monde réel), prix Renaudot
- Les Voyageurs de l'impériale, roman, Gallimard, 1942 (Le Monde réel)
- Aurélien, roman, Gallimard, 1944 (Le Monde réel)
- Servitude et Grandeur des Français. Scènes des années terribles, nouvelles, éditions de La Bibliothèque française, 1945
- Les Communistes (6 volumes), éditions de La Bibliothèque française, 1949-1951 et réécrit en 1966-1967 (Le Monde réel)
- La Semaine sainte, roman, Gallimard, 1958
- La Mise à mort, roman, Gallimard, 1965
- Blanche ou l'oubli, roman, Gallimard, 1967
- Henri Matisse, roman, roman, Gallimard, 1971
- Théâtre/Roman, roman, Gallimard, 1974
- Le Mentir-vrai, nouvelles, Gallimard, 1980
- La Défense de l'infini, roman, Gallimard, 1986 (posthume)
- Les Aventures de Jean-Foutre La Bite, Gallimard, 1986 (posthume)
- Pour expliquer ce que j'étais, Gallimard, 1989 (posthume)
- Lettres à André Breton, 1918-1931, édition établie par Lionel Follet, Gallimard, , 2011
- Correspondance Aragon – Romain Rolland, 1932-1944, édition établie par Dominique Massonnaud, Annales Salaet, éditions Aden, no 17-2015

### Articles parus dansCe soir
- « Un jour du monde (chroniques de Ce Soir), 1re partie : 1938. La crise de Munich », Les « Annales » de la société Louis Aragon-Elsa Triolet (Salaet), no 19-2017, éditions Delga, p. 462,  (ISBN 978-2-37607-141-9)
- « Un jour du monde (chroniques de Ce Soir), 2e partie : 1939. Jusqu'au pacte germano-soviétique », Les « Annales » de la société Louis Aragon-Elsa Triolet, no 20-2018, éditions Delga, p. 465,  (ISBN 978-2-37607-165-5)
- « Parlons français et autres articles de Ce soir (1944-1947) », Les « Annales » de la société Louis Aragon-Elsa Triolet, no 21-2019, éditions Delga, p. 359,  (ISBN 978-2-37607-186-0)

### Poésie
- Feu de joie, 1919
- Le Mouvement perpétuel, 1926
- La Grande Gaîté, 1929
- Persécuté persécuteur, 1930-1931
- Hourra l'Oural, 1934
- Le Crève-cœur, 1941
- Les Yeux d'Elsa, 1942
- Brocéliande, 1942
- Le Musée Grévin, 1943, publié sous le pseudonyme de François la Colère
- L'Honneur des poètes, 1943, contient trois poèmes d'Aragon sous le pseudonyme de Jacques Destaing
- La Rose et le Réséda, 11 mars 1943
- La Diane française, décembre 1944
- En étrange pays dans mon pays lui-même, 1945 (ou De l'exactitude historique en poésie, publié dans La Diane française, suivi de En français dans le texte et Brocéliande).
- Le Nouveau Crève-cœur, 1948
- Les Yeux et la Mémoire, 1954
- Mes caravanes, 1954
- Le Roman inachevé, 1956 (contenant Strophes pour se souvenir, plus connu sous le titre L'affiche rouge)
- Elsa, 1959
- Les Poètes, 1960
- Le Fou d'Elsa, 1963
- Il ne m'est Paris que d'Elsa, 1964
- Le Voyage de Hollande, 1964
- Les Chambres, poème du temps qui ne passe pas, 1969
- Les Adieux, et Autres poèmes, 1982

### Essais
- Une vague de rêves, 1924
- Traité du style, 1928
- Pour un réalisme socialiste, 1935
- L'Homme communiste, 1946
- Avez-vous lu Victor Hugo ?, anthologie poétique commentée, 1952
- L'Homme communiste, tome II, 1953
- Le Neveu de M. Duval, 1953, essai pour la défense d'André Stil
- J'abats mon jeu (articles introspectifs), 1959
- L'Histoire parallèle des États-Unis et de l'URSS de 1917 à 1960 (4 tomes), avec André Maurois, qui a rédigé la partie sur les États-Unis, 1962 (réédité en 1963 en 5 tomes avec de nombreuses illustrations sous le titre Les Deux Géants. Histoire des États-Unis et de l'URSS de 1917 à nos jours)
- Je n'ai jamais appris à écrire ou les incipit, Skira – Les sentiers de la création, 1969
- Le Yaouanc (essai sur le peintre Alain Le Yaouanc), éditions Carmen Martinez, 1979.

### Compilations
- Papiers inédits : de Dada au surréalisme, 1917-1931 (établie et annotée par Lionel Follet et Édouard Ruiz), Paris, Gallimard, coll. « Les cahiers de la NRF », 2000, 429 p. (ISBN 2-07-075429-4)
- Écrits sur l'art moderne (préf. Jacques Leenhardt, sous la direction de Jean Ristat), Paris, Flammarion, 2011, 729 p. (ISBN 978-2-08-124084-1)  — première édition : Écrits sur l'art moderne, 1981, 432 p. (ISBN 2-08-064369-X) ; voir Marianne Jakobi, « Écrits sur l'art moderne - Fiche de lecture », sur universalis.fr

### Œuvres complètes
- L'Œuvre poétique, Livre Club Diderot, Paris, 15 volumes (notes bibliographiques de Jean Ristat, illustrations de Hans Arp, Braque, Ernst, Fédotov, Juan Gris, Le Yaouanc, Masson, Picasso), 1974-1981[66].
- Œuvres poétiques complètes, Gallimard, Bibliothèque de la Pléiade, deux volumes (direction : Olivier Barbarant), 2007.
- Œuvres romanesques complètes, Gallimard, Bibliothèque de la Pléiade, cinq volumes (direction : Daniel Bougnoux), 1997.

## Filmographie
- 1947 : La Rose et le Réséda, court-métrage d'André Michel, récitant Jean-Louis Barrault.
- 1966 : Elsa la rose, court-métrage documentaire d'Agnès Varda avec Louis Aragon et Elsa Triolet.
- 1996 : Aragon, film de Bernard Dartigues, spectacle théâtral créé et interprété par Philippe Caubère avec les textes d'Aragon, 3 heures en deux parties.
- 2003 : Aragon, le roman d'Henri Matisse, film de Richard Dindo, Lea Produktion/Richard Dindo, Les Films d’Ici/Serge Lalou.
- 2021 : L'Événement d'Audrey Diwan, adaptation du roman homonyme d'Annie Ernaux, présente, au début du film, une analyse du poème Elsa au miroir d'Aragon.

## Entretiens
- Conférence de Louis Aragon en 1962 sur Radio-Canada au sujet du Fou d'Elsa[67]